# Мандсаур (округ)
Мандсаур (хинди मंदसौर जिला; англ. Mandsaur) — округ в индийском штате Мадхья-Прадеш. Административный центр — город Мандсаур. Площадь округа — 5535 км². По данным всеиндийской переписи 2001 года население округа составляло 1 183 724 человека. Уровень грамотности взрослого населения составлял 70,3 %, что выше среднеиндийского уровня (59,5 %). Доля городского населения составляла 18,6 %.